# Stime (film)
|  | Denne artikel er oprettet af botten Steenthbot ud fra en ekstern database. Den kan derfor have sproglige fejl eller mangler. Denne skabelon kan fjernes efter kontrol af indholdet. |

Stime er en dansk kortfilm fra 2020 instrueret af Cecilie Elmholt Skou.

## Handling
Villads (12) og hans storebror Christian (15) tilbringer deres sommerferie sammen ved den lokale sø, hvor de to brødre plejer at bade. I år får Villads lov at hænge ud sammen med Christian og hans venner ved havnen, efter den daglige badetur. Ved havnen laver drengene krabbevæddeløb, taberen skal stikke sin numse i krabbebaljen. Villads bliver, som det nye medlem i gruppen, udfordret og presset ekstra meget af gruppens leder Anton alt imens Villads og Christians relation bliver sat på en prøve. Kortfilmen berører emner som gruppepres, søskende dynamik og venskab.

## Medvirkende
- Oscar Langer Carlsen, Villads
- Justin Geertsen, Christian
- Max Tranberg, Anton
- Frederik Bloch, Kasper